# Georg Fischer (Abt)

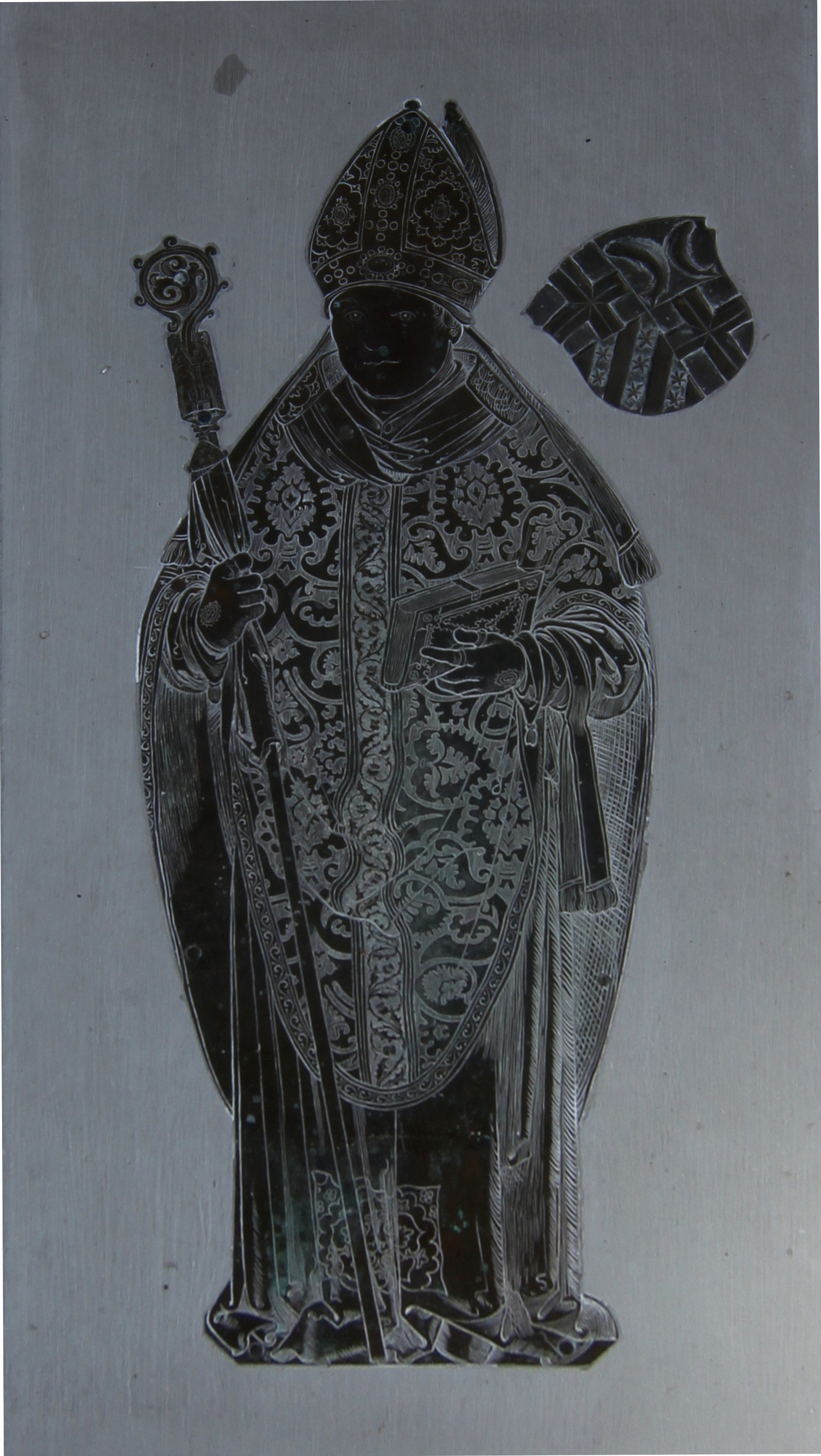
Epitaph des Abtes Georg Fischer im Chor des Münsters St. Maria und Markus

Georg Fischer, latinisiert Georgius Piscatoris oder Piscatoris, (* 1444; † 4. November 1519 auf der Insel Reichenau) war ein Benediktiner und Abt der Klöster Zwiefalten (1474–1513) und Reichenau (1515–1519).

## Leben
Georg Fischer war der Sohn von Ella und Hans Fischer, beides Bauern, Leibeigene und Lehensleute des Klosters Zwiefalten in dem Ort Baach, einem nur zwei Kilometer von der Abtei entfernt liegenden Dorf. 1470 wird Fischer erstmals als Mönch in Zwiefalten erwähnt und hatte nach seiner Priesterweihe das Amt des Cellerars (Ökonom) inne.
Am 30. Juni 1474 ernannte ihn der Bischof von Konstanz, Hermann III. von Breitenlandenberg, zum Abt von Zwiefalten. Er gilt als Bauherr und Reformer des Klosters. Herzog Ulrich von Württemberg beendete 1512 die Amtszeit von Fischer gegen dessen Willen. Fischer resignierte daraufhin 1513 mit Willen des Bischofs von Konstanz, Hugo von Hohenlandenberg. Als Wiedergutmachung wurde er 1515 von Kaiser Maximilian zum Fürstabt der Abtei Reichenau ernannt.
Piscatoris wurde im Chor des Münsters St. Maria und Markus in Mittelzell beigesetzt. Seine Grabplatte zeigt in einem Messingguss einen Fürstabt mit allen Insignien seiner Würde und einem  Wappen, das die Wappenbilder beider Klöster, Reichenau und Zwiefalten, vereint.